# Viktor Meyer-Eckhardt
Pour les articles homonymes, voir Meyer et Eckhardt.
 (mars 2019).
Si vous disposez d'ouvrages ou d'articles de référence ou si vous connaissez des sites web de qualité traitant du thème abordé ici, merci de compléter l'article en donnant les références utiles à sa vérifiabilité et en les liant à la section « Notes et références ».
Viktor Meyer-Eckhardt, de son vrai nom Viktor Meyer (né le 22 septembre 1889 à Hüsten, mort le 2 septembre 1952 à Breyell) est un écrivain allemand.

## Biographie
Viktor Meyer (Eckhardt est le nom de jeune fille de sa mère) est le fils d'un artiste peintre. Il va à l'école à Olsberg et Daseburg. Après la mort de son père en 1900, sa famille s'installe à Düsseldorf. Après son abitur en 1909, il étudie la germanistique, la romanistique et la philosophie à Bonn, Munich, Berlin et Leipzig. En 1913, il obtient un doctorat en philosophie grâce à une thèse sur August von Platen. Meyer-Eckhardt participe comme officier à la Première Guerre mondiale ; il est parfois interprète.
De 1919 à 1923, il est bibliothécaire à Düsseldorf. Il voyage beaucoup, parfois à pied, en Italie, en Grèce et au Proche-Orient. À partir de 1923, il se consacre à l'écriture à Leutherheide.
L'œuvre de Viktor Meyer-Eckhardt comprend des romans, des nouvelles, des récits de voyage et des poèmes. Sa poésie est à l'inverse du modernisme, en particulier l'expressionnisme, s'inspirant des poètes anciens comme Goethe et Hölderlin puis des Grecs anciens. Les œuvres narratives traitent pour la plupart de sujets historiques, tels que la vie de Frédéric II du Saint-Empire. La nouvelle Das Vergehen des Paul Wendelin (1922), qui critique le rôle des officiers durant la Première Guerre mondiale, est interdite par les nazis en 1933.

## Œuvres
- Platens Gaselen, Leipzig 1914 (sous le nom de Victor Meyer)
- Der Bildner, Iéna 1921
- Das Vergehen des Paul Wendelin, Brunswick 1922
- Dionysos, Iéna 1924
- Die Möbel des Herrn Berthélemy, Iéna 1924
- Die Gemme, Iéna 1926
- Das Marienleben, Iéna 1927
- Das Glückshündlein von Adana, Berlin 1935
- Lobpreis der Hand, Düsseldorf 1935
- Gedichte, Langensalza 1936
- Stern über dem Chaos, Leipzig 1936
- Merlin und der Teufel, Munich 1937
- An Zeus, Berlin 1939
- Menschen im Feuer, Berlin 1939
- Orpheus, Berlin 1939
- Der Graf Mirabeau, Berlin 1940
- Die Zecher von Famagusta, Berlin 1940
- Die drei Hochzeiten und andere Novellen, Berlin 1941
- Über die Erkenntnis des Frommen, Düsseldorf 1946
- Der Herr des Endes, Düsseldorf 1948
- Madame Sodale, Düsseldorf 1950
- Die Geschichte von den zwei Gürteln oder Die Abenteuer des Johannes Meier von Soest, Düsseldorf 1951
- Wanderfahrten, Heidelberg 1964
- Der Herzog von Enghien, Ratingen 1973